# Benjamin Lincoln Robinson
Benjamin Lincoln Robinson (8 novembre 1864 - 27 juillet 1935) est un botaniste américain.

## Biographie
Robinson naît le 8 novembre 1864 à Bloomington, Illinois . Diplômé de l'université Harvard en 1887, il épouse la même année Margaret Louise Casson. Le couple part alors pour l'Europe, où Benjamin Robinson étudie l'anatomie végétale avec le botaniste allemand Hermann zu Solms-Laubach et obtient un doctorat à l'Université de Strasbourg, en 1889. Les époux retournent aux États-Unis à l'automne 1890. 
Durant la majeure partie de sa carrière, B.Robinson occupe la fonction de conservateur du Gray Herbarium, à Harvard. Il meurt dans sa maison d'été à Jaffrey, New Hampshire, le 27 juillet 1935.

## Carrière
En 1891, Robinson devient assistant de Sereno Watson, le conservateur du Gray Herbarium. Il le remplace à son décès, en 1892. En 1899, Robinson est le premier professeur Asa Gray de botanique systématique. De 1899 à 1928, il est également rédacteur en chef du journal Rhodora, publié par le New England Botanical Club. Dans le cadre de ses fonctions au Gray Herbarium, il engage une longue collaboration avec son collègue, le botaniste Jesse More Greenman.

## Prix
- 1929 : Médaille d'or du centenaire de la Massachusetts Horticultural Society